# Харьковский областной Дворец детского и юношеского творчества
Харьковский  областной дворец детского и юношеского творчества — одно из крупнейших учреждений внешкольного образования Украины.

## История
6 сентября 1935 года был открыт первый в Украине (и мире) Дворец пионеров.
Дом, где до переезда столицы из Харькова в Киев находилось правительство Украины, был передан детям Харькова. В довоенные годы в Харьковском Дворце пионеров были впервые созданы клуб юных исследователей Арктики, трамвайная лаборатория, зимний сад, авиамодельный класс, оформленный в виде кабины дирижабля, комната сказок, хоровые, танцевальные коллективы, геологический кружок, клуб помощников пожарных, детский
симфонический оркестр.
28 декабря 1935 г. во Дворце состоялся первый детский новогодний бал-маскарад, в котором приняли участие 1200 харьковских школьников. На первый новогодний бал дети могли попасть только в карнавальном костюме, предварительно утвержденном специальной комиссией.
В 1941 году здание Дворца было разрушено, поэтому после освобождения города Харькова заведение возобновило свою работу на новом месте в импозантном здании издателя газеты «Южный край» Юзефовича.
Харьковский Дворец пионеров и школьников долгое время носил имя Павла Постышева.

## Современность
По состоянию на 20.12.2023 во Дворце работало 305 групп/кружков, в которых получают внешкольное образование 3380 воспитанников, учащихся, слушателей. Во Дворце работают 14 творческих коллективов, из них 6 коллективов имеют почетные звания «народный художественный коллектив», 8 – «примерный художественный коллектив» за высокий художественный уровень исполнительского мастерства, активное участие в деле распространения достояний национальной культуры, значительные достижения на региональном и всеукраинском уровнях.
С 1962 года по сегодняшний день главным корпусом Дворца является дом по ул. Сумской, 37, который до 1960 года являлся учебным корпусом Ветеринарного института. В этом здании работал выдающийся ученый, лауреат Нобелевской премии И.И.Мечников и многие другие известные ученые.